# 예영달
예영달(芮英達, 생몰년 미상)은 고려 공민왕(恭愍王) 2년(1353년) 문과 계사방(癸巳榜)에서 12등으로 급제하였다.
- 계사방 합격자 33명 명단 (을 3명, 병 7명, 동진 23명) 이색(李穡),권중화(權仲和),박상충(朴尙衷),화지원(華之元),권덕생(權德生),사공실(司空實),이열(李悅),곽충룡(郭翀龍),김원수(金元粹),김의경(金義卿),김수(金銖),예영달(芮英達),한홍도(韓弘度),박진록(朴晉祿),송전(宋晪),유광원(柳廣元),이구(李玖),한철충(韓哲冲),최수자(崔守雌),정양(鄭驤),김광윤(金廣允),안복종(安福從),이상원(李上元),전자수(田子壽),정추(鄭樞),유을청(柳乙淸),손석(孫奭),고이즙(高以楫),김을진(金乙珍),이득천(李得遷)